# Erechthis
Erechthis es un género de saltamontes longicornios de la subfamilia Conocephalinae. Se distribuye en las Antillas Mayores.

## Especies
Las siguientes especies pertenecen al género Erechthis:
- Erechthis ayiti De Luca & Morris, 2016
- Erechthis gundlachi Bolívar, 1888
- Erechthis levyi De Luca & Morris, 2016